# Pustkowie Rekowskie
Pustkowie Rekowskie (kaszb. Pùstkòwié, niem. Reckow Abbau) – przysiółek wsi Rekowo w Polsce, położony w województwie pomorskim, w powiecie bytowskim, w gminie Bytów, na Pojezierzu Bytowskim w części Kaszub zwanej Gochami.  Wchodzi w skład sołectwa Rekowo.
W latach 1975–1998 przysiółek położony był w województwie słupskim.